# Rango
Rango és una pel·lícula estatunidenca d'animació per ordinador de l'any 2011 dirigida per Gore Verbinski. És una pel·lícula còmica i compta amb les veus dels actors Johnny Depp, Illa Fisher, Bill Nighy i Abigail Breslin. La seva estrena als Estats Units va ser el 4 de març de 2011.
L'animació va ser realitzada per la companyia d'efectes especials Industrial Light & Magic, sent la primera vegada que la companyia s'encarrega de la producció completa d'una pel·lícula d'animació en 35 anys. Va aconseguir el premi Oscar del 2012 en la categoria de Millor pel·lícula d'animació.

## Sinopsi
Rango és un jove camaleó de 17 anys que viu en un terrari. Des de fa un temps creu ser un heroi, però es troba separat dels seus companys dels voltants. Però això no deté a Rango en el seu afany per adaptar-se amb els seus veïns, sense importar-li les dificultats. En un moment donat Rango s'ho qüestionarà tot.
Molts han assenyalat que el protagonista de la pel·lícula s'assembla molt a Raoul Duke de Fear and Loathing in Las Vegas, de Terry Gilliam, també protagonitzada per Depp. De fet, una versió animada de Raoul Duke fa un breu cameo en el tráiler de la pel·lícula.

## Argument
Un camaleó mascota queda encallat en el desert de Mojave, després que, per accident, cau del cotxe dels seus amos. Es troba amb un armadillo anomenat Roadkill, que busca l'"Esperit místic de l'Oest" i dirigeix a l'assedegat camaleó per trobar aigua en un poble anomenat "Terra", un poble del Llunyà Oest poblada per animals del desert. En recórrer el desert, evita ser devorat per un falcó de cua vermella i després té un malson surrealista, abans de reunir-se amb Beans, una iguana filla d'un granger, que el porta fins a "Terra". Durant tota la pel·lícula, el camaleó és seguit de prop per un grup de mussols mariachis que canten la seva història, recalcant sempre que cada vegada està més prop de morir.
En arribar entra en un antic "Saloon" i el camaleó es presenta a la gent del poble com un valent anomenat "Rango". Ràpidament entra en el bany i s'enfronta amb Bill Bad, un fora de la llei; evita un tiroteig quan Bill s'espanta pel retorn del falcó. Rango és perseguit per l'au fins que aixafa al depredador accidentalment en derrocar un dipòsit d'aigua buit després de disparar una sola bala. L'alcalde nomena nou xèrif a Rang. Mentrestant, la gent del poble tem que mort el falcó, el pistoler Escurçó Jake (una serp de cascavell amb una metralladora en comptes de cascavell) tornarà a aterrir-los.
El poble està en crisi ja que el contenidor d'aigua que té el banc cada dia disminueix. Mentre en el desert es malgasta l'aigua per la contaminació urbana de Las Vegas, a "Terra" pateixen la sequera. Després de descobrir que la reserva d'aigua del poble - un bidó emmagatzemat al banc de la ciutat - està gairebé buida, Beans li exigeix a Rango que investigui. No obstant això aquesta nit, sense adonar-se, Rango dona un permís d'excavació a tres estranys, confonent-los amb cercadors. L'endemà tot el poble es commociona pel robatori de l'aigua del banc. Per trobar als lladres i l'aigua, Rango organitza una patrulla. En començar el seu viatge descobreixen el gerent del banc, el Sr. Merrimack, que ha mort ofegat en el desert, i segueixen els lladres al seu amagatall a les muntanyes guiats per un corb natiu. Descobreixen als lladres, uns animals subterranis i lluiten amb ells; recuperen el bidó i s'inicia una persecució abans de descobrir que el bidó està buit.
Rango i Beans dedueixen que l'alcalde ha comprat tota la terra al voltant del poble. Rango s'enfronta a l'alcalde, que nega totes les acusacions i mostra a Rango que està construint una ciutat moderna amb la terra comprada. Rango l'amenaça per la mort del banquer i el robatori de l'aigua, per la qual cosa l'alcalde fa venir a Escurçó Jake. Jake reconeix a Rango com un farsant i l'expulsa del poble després d'humiliar-lo i fer que reconegui les seves mentides. Avergonyit i confós sobre la seva identitat, Rango vaga pel desert i, en un somni, es troba amb l'Esperit de l'Oest, un vaquer al que Rango identifica com a l'Home sense nom. L'Esperit inspira a Rang, dient-li: "Cap home pot abandonar la seva pròpia història".
Amb l'ajuda de Roadkill i unes místics "cactus caminantes" (espècia de cactus que caminaven buscant l'aigua), Rango descobreix que l'alcalde ha tallat el tub d'aigua que proveïa a Terra. Rango torna a Terra, i provoca a Jake per a un duel amb una sola bala. En aquest moment, els cactus obren la clau de pas i inunden la ciutat amb aigua i alliberen els lladres acusats falsament. L'alcalde captura a Rango en amenaçar la vida de Beans i els tanca en un dipòsit ple d'aigua per ofegar-los. L'alcalde intenta matar a Jake però Rango s'havia quedat amb la bala, i la utilitza per trencar el cristall i s'allibera Jake reconeix a Rango com un digne oponent i arrossega l'alcalde pel desert per venjar-se. Els ciutadans de Terra celebren el retorn de l'aigua i reconeixen a Rango com el seu heroi.

## Veus
- Johnny Depp com a Rango, un Camaleó.
- Illa Fisher com a Beans, una iguana del desert.
- Abigail Breslin com a Priscilla, una rata del cactus.
- Ned Beatty com a Tortuga John, Alcalde de Dirt, una tortuga del desert.
- Alfred Molina com a Roadkill, un armadillo.
- Bill Nighy com a Cascavell Jake, una cascavell diamantada de l'oest.
- Stephen Root com:
  - Doc, un conill.
  - Merrimack, un esquirol de terra mexicana.
  - Senyor Snuggles.
- Harry Dean Stanton com a Balthazar, un talp.
- Maile Flanagan com a Lucky.
- Timothy Olyphant com a l'Esperit de l'Oest.[8]
- Ray Winstone com a Mal Bill, un monstre de Gila.
- Ian Abercrombie com a Ambrose, un tecolote (mussol).
- Gil Birmingham com a Ocell Ferit, un corb chihuahueño.
- James Ward Byrkit com a:
  - Waffles, un llangardaix cornut.
  - Gordy Papa/Papa.
  - Joad.
  - Primer Murt.
  - Curlie Atacant de Ganivet.
  - Nen Rosegador.
- Claudia Black com a Angelique, una guineu, assistent de l'alcalde.
- Blake Clark com a Buford, un gripau del desert de Sonora.
- John Cothran, Jr. com a Elgin, un gat montés.
- Patrika Darbo com:
  - Delilah.
  - Maybelle.
- George Del Clot com a Senyor Flam, un membre de la banda del mussol mariachi que toca l'acordió.
- Charles Fleischer com a Elbows.
- Beth Grant com a Bonnie.
- Ryan Hurst com a Jedidiah.
- Vincent Kartheiser com:
  - Ezekiel.
  - Rosegador Lasso.
- Hemky Fusta com a Xoriço, una musaranya.
- Alex Manugian com a Spoons, un ratolí.
- Mark McCreery com a Parsons.
- Joe Nunez com a Ull-Roca.
- Chris Parson com a:
  - Fozo Hazel.
  - Kinski, una llebre antílop.
  - Stump, una llebre.
  - Clínker.
  - Lenny.
  - Boseefus.
  - Nen Dirt.
- Lew Temple com a: 
  - Furgus.
  - Hitch.
- Alanna Ubach com a:
  - Boo Cletus.
  - Senyora Fresca.
  - Daisy.
- Gore Verbinski com a:
  - Sergent Turley.
  - Crevice.
  - Slim.
  - Lupe, un membre de la banda del mussol mariachi que toca el violí.
- Kym Whitley com a Melonee.
- Keith Campbell com a Sod Buster.

## Desenvolupament
L'animació va ser encarregada als experts en Imatge generada per computadora (CGI segons les seves sigles en anglès) d'Industrial Light & Magic (ILM), i la postproducció és de la companyia de producció de Verbinski, Blind Wink. Aquesta és una primícia per la ILM, perquè ells s'han dedicat usualment a fer efectes visuals en CGI per a la majoria de les produccions. Aquesta serà la primera vegada en 35 anys que realitzaran una pel·lícula animada completa ells mateixos. Durant l'enregistrament de les veus, se li van donar als actors vestuaris i escenaris per "ajudar-los a sentir el Salvatge Oest". Verbinski ho va anomenar "captura d'emocions". A causa de l'atapeïda agenda de Johnny Depp, només van tenir una espai de 20 dies on es va poder prendre el seu paper com a Rango, però els cineastes van tenir sort en aconseguir que els actors que buscaven per als papers secundaris estaven disponibles per gravar les seves escenes amb Depp, per la qual cosa inusualment, però de forma permeditada, van gravar totes les seves veus simultàniament. Verbinski va dir que la seva intenció amb Rango era fer una petita pel·lícula després de la trilogia dels Pirates del Carib, fins i tot filmant una altra pel·lícula alhora que feia Rango, però aviat es va adonar del treball i el temps que exigeix una pel·lícula animada.

## Màrqueting
El video promocional de Rango va ser estrenat el 9 de juny de 2010, juntament amb el lloc oficial de la pel·lícula Rangomovie.com. El video mostra una carretera i un peix de plàstic surant lentament a través del camí. El 28 de juny de 2010 va ser estrenat el primer pòster que dona una primera mirada a Rango. El 29 de juny de 2009 es va estrenar un teaser tráiler i es va mostrar abans que The Last Airbender l'1 de juliol de 2010, Despicable Me el 9 de juliol de 2010 i Megamind el 5 de novembre de 2010. El tráiler de la llarga durada va ser estrenat el 14 de desembre de 2010. El tráiler va ser caracteritzat per la cançó del "The Whip" del Locksley. Un anunci de 30 segons va ser fet específicament durant la Super Bowl XLV el 6 de febrer de 2011.

## Recepció

### Crítica
Rango va rebre crítiques positives. A partir del 14 de març de 2011, va tenir una qualificació del 89 % pels crítics del cinema de Rotten Tomatoes, basada en 157 comentaris. El consens del lloc va dir: "No pot ser tan encantadora com ho pensa que és —i certament no és per als nens—, però Rango és una explosió intel·ligent i vertiginosament creativa del bellament entreteniment animat." Richard Corliss de l'Estafi va aplaudir l'"humor intel·ligent" i va destacar als actors del doblatge que són un "plànol-fos impecable." Bob Mondello de la National Public Radi va observar que Rango no és només una pel·lícula-per-a-nens (encara que té bastants pallasades ximples per arribar a qualificar-la com a molt bona). Frank Lovece del Film Journal International, es va fer ressò dient que "amb la dosi saludable de Carlos Castaneda, Sergio Leone, Hunter S. Thompson, Chuck Jones i Chinatown... aquesta [és] la pel·lícula-de-els-nens equivalent a una de Quentin Tarantino. No hi ha violència sagnant o presa de possessió, per descomptat, però que és una pel·lícula de l'aficionada desfilada dels moments de la gran pel·lícula." Roger Ebert del Chicago Sun-Times va destacar de la pel·lícula que és "una espècie de miracle: Una comèdia d'animació per als afeccionats al cinema intel·ligent, admirable, excel·lent per mirar, perversament satírica... La pel·lícula respecta la tradició dels clàssics animats acuradament elaborats, i fa coses interessants amb l'espai i la perspectiva amb les seves seqüències d'acció salvatge." Un dels pocs comentaris negatius, Michael Phillips del Chicago Tribune va reconèixer la seva "summa cura i artesania", però la va qualificar de ser "completament sense ànima".

### Taquilla
Als Estats Units i el Canadà, Rango va debutar en 3,917 sales de cinema, recaptant $9,608,091 USD en el primer dia i $38,079,323 USD durant la resta de la setmana, col·locant-se en el número u en taquilla. Durant la seva primera setmana a l'estranger, va guanyar $16,770,243 en 33 països. El 26 de març de 2011, es va convertir en la primera pel·lícula del 2011 a creuar la marca dels $100 milions de dòlars als Estats Units i el Canadà. A partir del 27 de març de 2011, ha generat $106,363,000 de dòlars a Amèrica del Nord i $94 milions a nivell internacional amb un total de $245,724,603 de dòlars a tot el món.